# Nuxt.js
Nuxt.js是一个免费且开放源代码的Web应用框架，基于Vue.js、Nitro以及Vite。Nuxt.js的灵感来源于作用类似但基于React.js的框架Next.js。
该框架宣传为“通用应用程序的元框架”。这里使用术语“通用”，其含义是该框架的目标是使用户能够利用熟悉的Vue.js单文件组件系统在JavaScript中创建Web视图，该系统既可以作为浏览器内单页应用视图，以及服务器呈现的Web视图，然后（在服务器呈现之后“rehydrated”到完整的SPA功能。此外，该框架可以使部分或全部网页内容在服务器上预渲染，就像静态站点生成器提供的服务一样。
除了其他原因之外，与单页应用相比，这种方法的好处是减少了交互时间和改进了搜索引擎优化，因为在执行任何客户端JavaScript之前，Web服务器正在让每个页面的内容完整显示出来。另外，可以保持传统服务器端呈现的HTML页面的优点，以及改进的SPA的交互性和高级用户界面。Nuxt.js框架本身的核心优势在于它使这些应用程序的配置和设置简化并且无缝地应用于程序开发人员，后者可以简单地开发应用程序的UI部分，就像它是一个更常见的Vue.js单个文件一样使用。